# Asier Goiria Etxebarria
Asier Goiria Etxebarria (Amorebieta-Etxano, 16 de setembre de 1980) és un futbolista professional basc, que ocupa la posició de davanter.

## Carrera esportiva
Va començar en diversos equips bascos, com l'Amorebieta, el filial de l'Athletic Club i el Gernika. El 2004 recala al Burgos CF, i a l'any següent, al Logroñés CF. Després una segona etapa al Burgos, el 2007 debuta a Segona Divisió amb la SD Eibar.
Amb l'equip basc hi marca 14 gols en 37 partits. Aquesta xifra val el seu fitxatge pel CD Numancia, que acabava de pujar a primera divisió. A la temporada 08/09 hi debuta a la màxima categoria, tot jugant amb els sorians 32 partits i marcant cinc gols, insuficients perquè el Numancia no perdera la categoria.